# Kandi
Kandi (singalsko මහනුවර Mahanuwara, izgovorjeno [mahanuʋərə]; tamilsko கண்டி, izgovoreno [kaɳɖi]) je pomembno mesto na Šrilanki, ki se nahaja v Osrednji pokrajini. Bil je zadnja prestolnica starega kraljevskega obdobja . Mesto leži sredi gričev na platoju, ki prečka območje tropskih nasadov, predvsem čaja. Kandi je upravno in versko mesto in je tudi glavno mesto Osrednje pokrajine. Tu je tempelj Budovega zoba (Sri Dalada Maligawa), eno najsvetejših svetišč v budističnem svetu. Leta 1988 je bilo mesto vpisano na Unescov seznam svetovne dediščine. 

## Etimologija
Mesto in regija sta znana po številnih različnih imenih in različicah teh imen. Nekateri znanstveniki nakazujejo, da je bilo izvirno ime Kandija Katubulu Nuwara, ki se nahaja blizu sedanjega Watapuluwa. Vendar je bolj priljubljeno zgodovinsko ime Senkadagala ali Senkadagalapura, uradno Senkadagala Siriwardhana Maha Nuwara (kar pomeni 'veliko mesto Senkadagala rastočega sijaja'), na splošno skrajšano na Maha Nuwara. Med ljudmi velja, da je to ime izhajalo iz enega od več možnih virov. Po enem naj bi se mesto imenovalo po brahmanu z imenom Senkanda, ki je živel v bližnji jami, po drugem naj bi ga kraljica kralja Vikramabahuja III., poimenovala Senkanda po barvnem kamnu z imenom Senkadagala. Tudi Kandijsko kraljestvo je znano po različnih imenih. Angleško ime Kandy, ki je nastalo v času kolonialne dobe, izhaja iz angleške verzije singalskega Kanda Uda Rata (kar pomeni 'zemljišče na gori') ali Kanda Uda Pas Rata (pet držav / države na gori). Portugalci so to skrajšali na "Candea", za ime kraljestva in njegovo prestolnico. V singalščini se Kandi imenuje Maha nuwara, kar pomeni 'veliko mesto' ali 'prestolnica', čeprav se to najpogosteje skrajša na Nuwara. 

## Zgodovina

### Ustanovitev
Zgodovinski zapisi kažejo, da je mesto prvič ustanovil kralj Vikramabahu III. (1357-1374), ki je bil vladar kraljevine Gampola, blizu območja Watapuluwa, severno od sedanjega mesta in takrat imenovan Senkadagalapura.

### Kandijsko kraljestvo
Sena Sammatha Wickramabahu (1473-1511) je bil prvi kralj Kandijskega kraljestva, bil je kralj iz dinastije Kotte in vladal Kandiju kot pol neodvisnemu kraljestvu podrejeno kraljestvu Kotte. Wickramabahuju je sledil njegov sin Jayaweera Astana (1511-1551), nato Karaliyadde Bandara (1551-1581), ki ga je nasledila njegova hči Dona Catherina Kandijska (1581-1581). Doni Catherini je sledil Rajasinha I.. Ta je raje vladal iz hribovite dežele kraljestva Sitawaka na zahodu otoka. Obdobje pretresov za prevlado se je končalo z vzponom na prestol Konappu Bandare, ki je postal znan kot Vimaladharmasuriya I. Skupaj z budizmom je utrdil svojo avtoriteto tako, da je iz mesta Delgamuwa v Kandi prinesel relikvije Budovega zoba.
Leta 1592 je mesto postalo glavno mesto zadnjega preostalega neodvisnega kraljestva na otoku, potem ko so obalne regije zasedli Portugalci. Več napadov s strani Portugalcev je bilo odvrnjeno, predvsem v kampanji Danture. Po singalsko-portugalski vojni in ustanovitvi nizozemskega Cejlona so bili poskusi Nizozemcev, da bi osvojili kraljestvo, opuščeni.
Kraljestvo je dopuščalo nizozemsko prisotnost na obali Šrilanke, čeprav so se občasno ponavljali napadi. Najambicioznejša ofenziva je bila izvedena leta 1761, ko je kralj Kirti Sri Rajasinha napadel in zavzel večino obale, tako da je ostal nedotaknjen samo utrjen Negombo. Ko so se leta 1763 nizozemske sile vrnile na otok, je Kirti Sri Rajasinha zapustil obalo in se umaknil v notranjost. Ko so Nizozemci naslednje leto nadaljevali pohod v džunglo, so jih nenehno nadlegovale bolezni, vročina, pomanjkljiva oskrba in kandijski ostrostrelci, ki so se skrivali v džungli in Nizozemcem povzročali velike izgube.
Nizozemci so januarja 1765 pripeljali bolj prilagojene vojake, ki so nadomestili bajonete z mačetami in uporabili bolj praktične uniforme in taktiko, primerno za boj v džungli. Nizozemci so bili sprva uspešni pri zajetju prestolnice, ki je bila zapuščena. Kandijci so se še enkrat vrnili v džunglo in se niso podali v odprto bitko. Tudi Nizozemci so bili spet oslabljeni s stalnim krčenjem. Mirovna pogodba je bila podpisana leta 1766 v Batticaloji. Nizozemcem so do leta 1796 ostala pod nadzorom obalna območja, ko jih je prevzela Velika Britanija (ker je bila takrat Nizozemska pod francoskim nadzorom) zahvaljujoč pismom z Kewa v času Napoleonskih vojn. Britanska posest teh območij je bila formalizirana s pogodbo iz Amiensa leta 1802. Naslednje leto so Britanci napadli tudi Kandi, kar je postalo znano kot prva kandijska vojna, vendar so se Kandijci ubranili.
Kot prestolnica je postala dom relikvije Budovega zoba, ki simbolizira tradicijo iz 4. stoletja, ki je bila nekoč vezana na singalsko monarhijo, saj je bil zaščitnik relikvije tudi vladar dežele. Tako sta bila kraljeva palača in tempelj Budovega zoba postavljena v neposredni bližini.
Zadnja vladajoča dinastija Kandija je bila Nayaks. Kandi je ostal neodvisen do začetka 19. stoletja. V drugi kandijski vojni so Britanci začeli invazijo, ki ni imela nobenega upora in prišli v mesto 10. februarja 1815. 2. marca 1815 je bila podpisana Kandijska pogodba med Britanci in Radali (kandijska kasta aristokratov). S to pogodbo je Kandi priznal Jurija III. kot kralja in postal britanski protektorat. Zadnji kralj kraljestva Sri Vikrama Rajasinha je bil aretiran in so ga kot kraljevega zapornika odpeljali v trdnjavo Vellore v južni Indiji skupaj z vsemi upravičenci do prestola. Nekateri družinski člani so bili izgnani v Tanjore (zdaj znano kot Thanjavur, v tamilščini Nadu). Njihovo nekdanje bivališče se še vedno imenuje "Kandy Raja Aranmanai" v vzhodnem delu mesta Thanjavur na cesti Old Mariamman Koil.

### Kolonialno obdobje
V britanskem obdobju Šrilanke se je zgodovina Kandija in njegovih mestnih območij hitro in drastično spremenila, zlasti po uporu Uva. Sir Lowry je zabeležil v svojem Gazetter »Zgodba o angleški vladavini v kandijski deželi med uporom leta 1818 ne more biti brez sramu ... Težko da je bil član vodilnih družin še vedno živ ... Tisti, ki so jim bili meč in pištola prihranjeni, so jih pomorile kolera in črne koze ... Nekateri so postali nevedni in apatični. Vsako nadaljnje razvojno prizadevanje vlade je bilo vrsto let samo poskus, ki se je začel in opustil«.
Prvič, ko je Šrilanka v celoti padla v roke tujim zavojevalcem, je bila v Kandiju leta 1815  podpisana Kandijska pogodba in to v templju Sri Dalada Maligawa. Kralj Vikrama Rajasinha Kandijski, ki je bil južnoindijskih prednikov, se je soočil z močnim nasprotovanjem singalskih voditeljev in si prizadeval zmanjšati njihovo moč. Sinagalski voditelji so organizirali uspešen prevrat in sprejeli britansko krono kot svojega novega kralja. Tako se je končala več kot 2500 letna vladavina šrilanških monarhov in linija kandijskih monarhov.
Leta 1848 se je začel upor, ki sta ga vodila Gongalebeda Banda in Puran Appu in je bil znan kot Matale upor. Pred tem je bilo mesto in država 32 let pod britansko vladavino, v kateri so Britanci razlastili skupno zemljo kmetov in jih prisilili v skrajno revščino. Kandijski vaščani so bili prisiljeni opustiti svoj tradicionalni način življenja in postali plačani delavci v nečloveških razmerah, ki so prevladovale na teh novih posestvih in nasadih. Britanci so pripeljali več sto tisoč tamilskih kulijev (nekvalificiranih delavcev) iz južne Indije. Upor se je začel 26. julija 1848 z Gongalebedo Bando, ki se je razglasil za kralja in Puranom Appujem kot premierom z glavnim ciljem, da osvobodijo Kandi od Britancev. Matale upor je bil kmečki upor v rokah navadnih ljudi, kandijsko vodstvo pa je bilo povsem zrušeno po uporu Uva, ki je bil prvi korak v prehodu iz klasične fevdalne oblike protikolonialnega upora do sodobnega neodvisnega boja. Vodstvo je prvič prešlo iz kandijskih provinc v roke navadnih ljudi ali ne-aristokratov.
Leta 1944 je bilo med drugo svetovno vojno v Kandiju jugovzhodno azijsko poveljstvo, kjer je ostalo do konca vojne.

### Današnji Kandi
To je drugo največje mesto na otoku in glavno mesto Osrednje pokrajine sodobne Šrilanke. Njegova geografska lokacija je postala glavno prometno središče na otoku: ker je Kandi na prehodu na osrednje višavje Šrilanke, je mesto dosegljivo z glavnimi cestami v vseh smereh otoka. Železniška proga iz Kolomba, morskega pristanišča na zahodni obali, poteka preko Kandija do najbolj oddaljenega točke Badulla v Centralnem višavju. Glavne ceste Kolombo-Kandi in Kandi-Nuwara Eliya sta dve najbolj slikoviti cesti na Šrilanki. Potekata skozi nasade kavčukovcev (Hevea), riževih polj in nasade čajevca. Obe cesti se vzpneta v višino in zaokrožita okoli hribov.

## Geografija
Kandi se nahaja v gorah in gozdnati notranjosti otoka. Različna gorska območja, vključno pogorji Knuckles in Hanthana, dajeta mestu poprečno nadmorsko višino okoli 500 metrov. Leži v bližini umetnega jezera Kandi in južno od gozdnega rezervata Udawatta Kele. Danes Udawatte Kele zmanjšuje svoje območje.
V sistemu podnebne klasifikacije Köppen-Geiger je podnebje tropski deževni gozd (Af).  Z lokacijo, ki se nahaja v središču otoka in na visoki višini, ima mesto zmerno vreme in hladnejše temperature od tropskega podnebja preostalega dela države, zlasti obalnih regij. Mesto ima svojo suho sezono od januarja do aprila. Od maja do julija in od oktobra do decembra regija doživi svojo monsunsko sezono, v tem času je vreme slabo in nestabilno. Otok, ki je na severni polobli, ima januar kot najhladnejši mesec in najbolj vroč julij. Od marca do sredine maja je medmonsunsko obdobje, v tem času pada rahel dež in je visoka vlažnost.  Vlažnost je običajno med 70% in 79%. 

## Mesto
Tloris mesta se je razvil okoli dveh odprtih prostorov: podolgovatega pravokotnika, na koncu katerega so upravne stavbe stare prestolnice in umetnega jezera, ki je štirikotne oblike. Javni vrt dodaja odprtost mestne prostorske organizacije.
Kandi se je razširil in zajema Peradeniyo, sedež univerze in botaničnih vrtov, Katugastoto na severu in sega vzhodno do Kundasale, Tennekumbure in Gurudeniye.

## Demografija
V mestu živi večinsko singalsko prebivalstvo, obstajajo pa tudi večje skupnosti, ki pripadajo drugim etničnim skupinam, kot so Mavri in Tamilci. Mesto ostaja pomemben verski center za Singalce in romarski kraj za budiste in sicer tiste, ki pripadajo teravadski šoli. Katoliška cerkev ima škofijo s sedežem v mestu.

### Popis prebivalstva (2012)
| Etnične skupine (2012) | Etnične skupine (2012) | Etnične skupine (2012) | Etnične skupine (2012) | Etnične skupine (2012) |
| ---------------------- | ---------------------- | ---------------------- | ---------------------- | ---------------------- |
| Prebivalstvo           | Prebivalstvo           |                        | odstotek               | odstotek               |
| Singalci               | Singalci               |                        | 74.55%                 | 74.55%                 |
| Šrilanški Mavri        | Šrilanški Mavri        |                        | 10.90%                 | 10.90%                 |
| Šrilanški Tamilci      | Šrilanški Tamilci      |                        | 9.59%                  | 9.59%                  |
| Indijski Tamilci       | Indijski Tamilci       |                        | 3.53%                  | 3.53%                  |
| Drugi                  | Drugi                  |                        | 1.43%                  | 1.43%                  |

Šrilanški Tamilci ||15203||9,59

| Etnične skupine           | Prebivalstvo | % od skupaj |
| ------------------------- | ------------ | ----------- |
| Singalci                  | 118.209      | 74,55       |
| Šrilanški Mavri           | 17282        | 10,90       |
| Indijski Tamilci          | 5601         | 3,53        |
| Drugi (Burgerji, Malajci) | 2269         | 1,43        |
| Total                     | 158,564      | 100         |

Vir:statistics.gov.lk

## Gospodarstvo
To je drugo največje mesto na otoku in glavno mesto Osrednje pokrajine Šrilanke. Tu imajo sedež podružnice mnogih velikih korporacij in številna industrija kot je tekstilna, draguljarska, pohištvena, informacijska tehnologija, itd.. V mestu so tudi razni kmetijski raziskovalni centri.

## Arhitektura
Palača relikvije Svetega zoba

Na severni obali jezera, ki ga obkrožajo beli kamniti zidovi iz začetka 19. stoletja, so uradni verski spomeniki mesta, med njimi kraljeva palača in tempelj Budovega zoba, ki je znan kot Sri Dalada Maligava (daḷadā māligāva). Dalanda Maligawa, obnovljen v 18. stoletju, je zgrajen na temeljih iz granita, in po vzoru templjev nekdanjega glavnega mesta Šrilanke Anuradhapure. K bogastvu tega templja prispeva vrsta materialov (apnenec, marmor, lesene rezbarije, slonova kost, itd.). V tem majhnem svetem mestu je mogoče najti številne nedavne budistične samostane.
Monumentalni kandijski kompleks je primer gradnje, ki povezuje kraljevo palačo in tempelj Budovega zoba. Originalni del kraljevskega kompleksa je eden najsvetlejših mest za čaščenje in romanje budistov iz vsega sveta. To je zadnja serija več templjev, zgrajenih v krajih, kjer je bila relikvija, aktualni paladij singalske monarhije, prinesen po različnih premestitvah glavnega mesta.
Palača relikvije Budovega zoba, palačni kompleks in sveto mesto Kandi so povezani z zgodovino širjenja budizma. Tempelj je produkt zadnjega potovanja relikvije Budovega zoba in dokazovanja vere, ki se še izvaja danes.
Kraljeva palača

Kraljeva palača v Kandiju je zadnja kraljeva palača, zgrajena na otoku. Ohranjen je le del prvotnega kompleksa. Tempelj Budovega zoba je bil del tega kompleksa, zaradi starodavne tradicije, da je bil monarh zaščitnik relikvije in vladar ozemlja. V njej je danes Narodni muzej, ki ima obsežno zbirko artefaktov iz obdobja kraljestva in britanske kolonialne vladavine.
Tempelj Lankatilaka
Tempelj Lankatilaka velja za enega najbolje ohranjenih primerov tradicionalne singalske tempeljske arhitekture. Zgrajen je na skali, nanj se povzpne z dolgim nizom kamnitih stopnic. Obokan hodnik vodi skozi Mandapo (dvorano) v notranje svetišče, ki je bogato okrašeno z lepimi cvetličnimi vzorci. Dve stranski steni in strop so okrašeni s slikami. V notranjem svetišču je ogromna sedeča slika Bude.
Tempelj Gadaladeniya
Zasnova templja Gadaladeniya se zgleduje po južnoindijskem originalu z devalo (posebno struktura), ki je nanj navezana, podobno kot Natha Devale in Gedige Adahana Maluwa. Glavni sveti prostor ima sedeč kip Bude in ostanke nekaterih slik iz obdobja Gampola.
Med drugimi pomembnimi templji okoli Kandija  so Dodanwala Devalaya (svetišče), Embekka Devalaya (svetišče), tempelj Galmaduwa Vihara, tempelj Handagala Vihara, Medawala Vihara in Nalanda Gedige

### Parki in vrtovi
Kraljevi botanični vrt Peradeniya se nahaja približno 5 km zahodno od centra mesta v okrožju Peradeniya in ga obišče 2 milijona ljudi na leto.  To je največji botanični vrt na otoku, ki se razprostira na 59 ha in vsebuje več kot 4000 vrst rastlin. Pogorje Knuckles v Kandiju je na seznamu svetovne dediščine Unesca. Pogorje Alagalla, v angleščini imenovana Krompirjevo pogorje, je znano po treking poteh. Udawatta Kele (Udawatta gozd) je zaščiteno območje, ki se nahaja v središču mesta, le severno od templja Budovega zoba. Znan kot Uda Wasala Watta v singalščini ('vrt nad kraljevsko palačo') je bil leta 1856 označen kot gozdni rezervat, leta 1938 pa je postal zatočišče.
Park kraljeve palače, znan kot Wace Park, je majhen park, ki gleda na jezero Kandi in večino mesta. V parku je japonski top, ki ga je med drugo svetovno vojno zajela britanska 14. armada v Burmi, in ga je lord Mountbatten, vrhovni poveljnik zavezniških sil za Jugovzhodno Azijo razstavil v mestu Kandi.

## Kultura

### Prosti čas in zabava
Kandijci se v prostem času radi zabavajo. Zelo priljubljene so letne procesije imenovane Esala Perahera, v kateri je eno od notranjih skrinjic, ki se uporabljajo za pokrivanje relikvije Budovega zoba, nosijo na veliki procesiji po ulicah mesta. Ta skrinjica je položena na kraljevega slona. Procesija vključuje tradicionalne plesalce in bobnarje, nosilce zastav pokrajin starega Kandijskega kraljestva, Nilames (laične skrbnike templjev), ki nosijo svoje tradicionalne obleke, nosilce bakel in tudi veličastno oblečene slone. Ta slovesnost, ki se letno odvija v mesecih juliju ali avgustu, privlači velike množice iz vseh delov države in tudi številne tuje turiste.
Kandy City Center je komercialni in trgovski kompleks, odprt leta 2005 v Daladi Veediya. Je najbolj sodoben komercialni kompleks na Šrilanki. Opremljen je z ultra modernimi funkcijami, ki vključuje tudi tradicionalno arhitekturo srednjeveškega Kandija. V središču je več bank, popolnoma opremljen supermarket, sodobne restavracije, zabaviščno območje, najsodobnejša hitra prehrana, vodilna šrilanška knjigarna, mesto ajurvede. Zunaj je parkirišče na petih nivojih.

### Kulinarika
Kandi ima skromno paleto restavracij, ima pa številne slaščičarne. Na voljo je vrsta kuhinj, vključno šrilanška, indijska, kitajska, evropska in nekatere mednarodne blagovne znamke, kot sta Pizza Hut in KFC.

## Pobratena mesta
Kandi je pobraten z:
| Država   | mesto                    | pokrajina | od leta |
| -------- | ------------------------ | --------- | ------- |
| Tajska   | Phra Nakhon Si Ayutthaya | Ajutaja   | 2013    |
| Kitajska | Čengdu                   | Sečuan    | 2015    |

## Druga literatura
- Seneviratna, Anuradha (2008). The Kandy Asala Perahara. Sri Lanka: Vijitha Yapa Publications. ISBN 978-955-665-017-4.
- Seneviratna, Anuradha (1999). World Heritage City of Kandy, Sri Lanka: Conservation and Development Plan. Sri Lanka: Central Cultural Fund. ISBN 955-613-126-4.
- Seneviratna, Anuradha (2008). Gateway to Kandy - Ancient monuments in the central hills of Sri Lanka. Sri Lanka: Vijitha Yapa Publications. ISBN 955-665-031-8.
- Seneviratna, Channa (2004). Kandy at War: Indigenous Military Resistance to European Expansion in Sri Lanka 1594-1818. Manohar. ISBN 81-7304-547-X.